# 並木中央駅

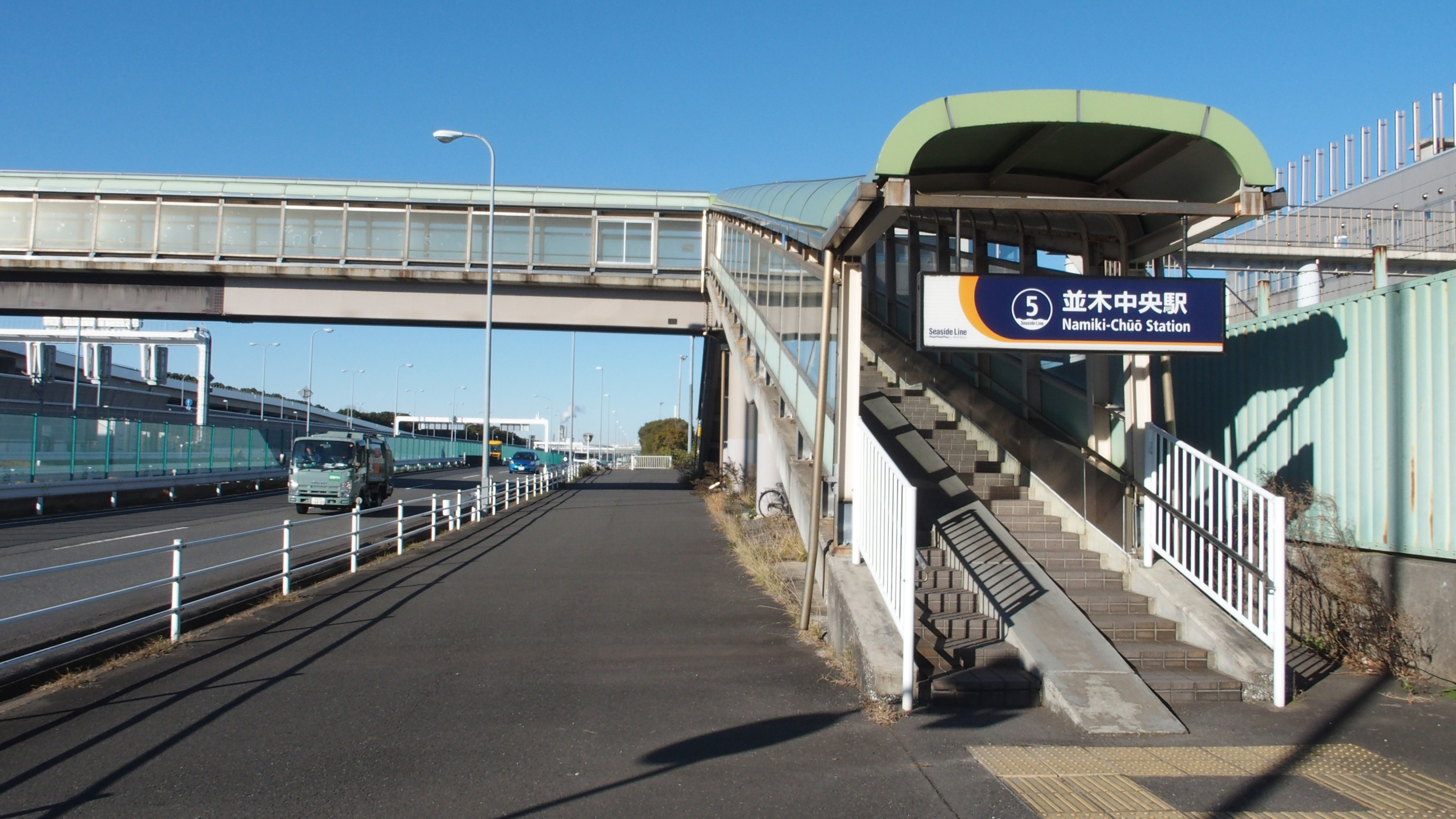
並木中央駅出口（2014年12月撮影）

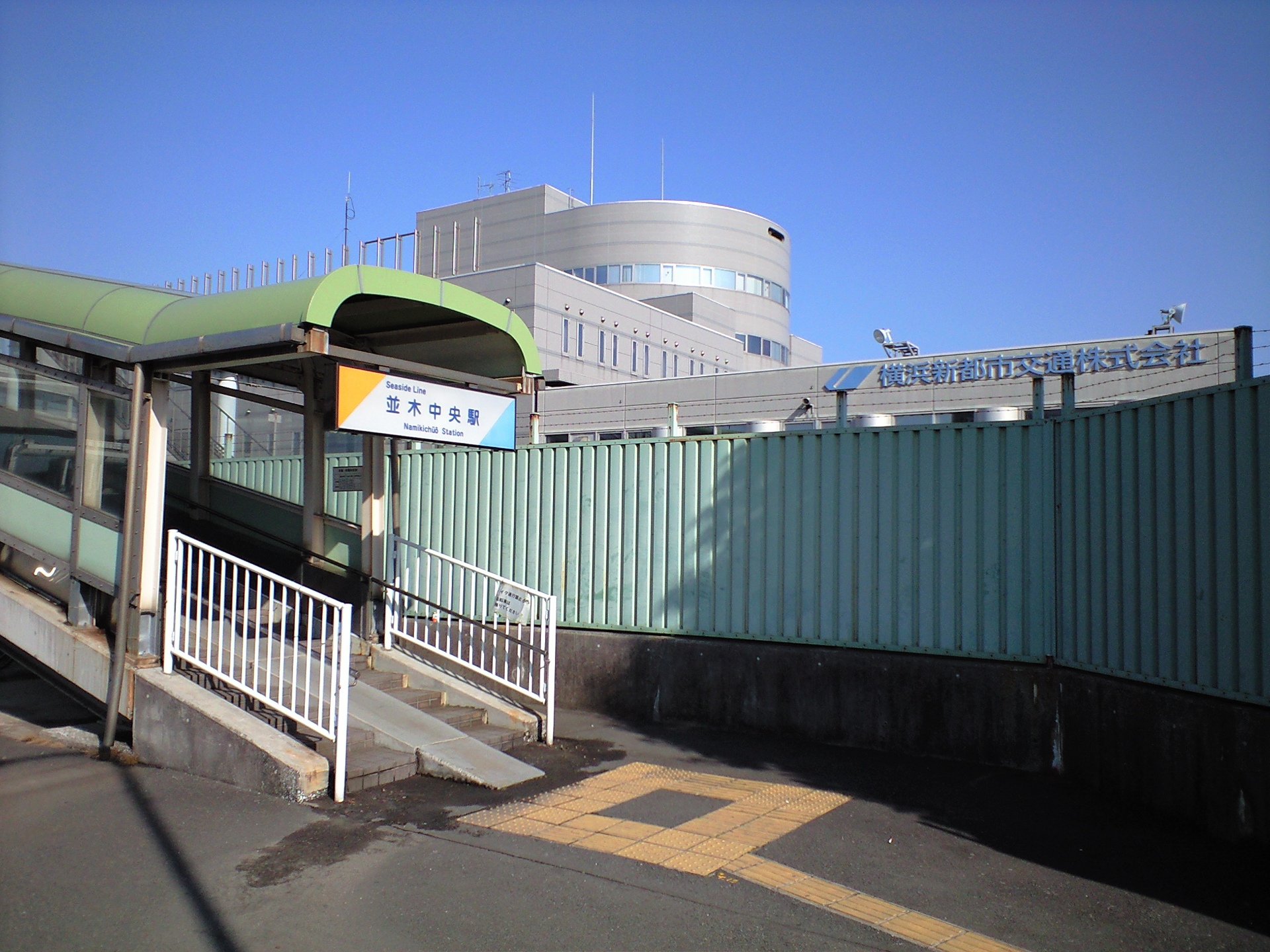
出口1と横浜新都市交通（現・横浜シーサイドライン）本社（2010年1月）

並木中央駅（なみきちゅうおうえき）は、神奈川県横浜市金沢区幸浦二丁目にある、横浜シーサイドライン金沢シーサイドラインの駅である。駅番号は5。

## 歴史
- 1989年（平成元年）7月5日 - 開業[1][2]。
- 2005年（平成17年）3月26日 - 自動券売機を更新、使用を開始。

## 駅構造
島式ホーム2面3線の高架駅。通常は外側の2線が主に使用され、中央の1線は当駅始終着の列車を含め車両基地への入出庫線となっている。
のりばは東側から1 - 4番線と番号が振られ、2番線と3番線が一つの線路を共有している。1番線と2番線を金沢八景方面の列車が、3番線と4番線を新杉田方面の列車が使用している。
駅舎は高架下、路線の下を走る国道357号の上空に設けられている。ホームからはエスカレーターおよび階段が駅舎と連絡しており、駅舎には自動券売機（中間駅では唯一定期券購入可）・自動改札機が設置されている。当駅には駅員が配置されており、駅舎内部に窓口があるほか、中間駅の機器遠隔操作や監視等を当駅で一括して行っている。なお、列車の運行管理等は本社上階の司令所が行っている。
駅舎から東西に出口が開けている。西側には、駅西側の道路に直接延びる出口と、駅舎から北側に延び駅舎下の国道357号に出る出口とがあり、東側には国道357号と首都高速湾岸線を越えて延びる長い通路から南北に出口が降りているほか、この通路には直接、駅の東側にある横浜シーサイドライン本社への入り口が設けられている。出口に付けられた名前は西側のものが「出口1」、東側のうち北へ出るものが「出口2」、南に出るものが「出口3」となっている。

### のりば
| 番線 | 路線                 | 方向 | 行先                 | 備考       |
| ---- | -------------------- | ---- | -------------------- | ---------- |
| 1    | 金沢シーサイドライン | 下り | 八景島・金沢八景方面 |            |
| 2    | 金沢シーサイドライン | 下り | 八景島・金沢八景方面 | 軌道を共用 |
| 3    | 金沢シーサイドライン | 上り | 新杉田方面           | 軌道を共用 |
| 4    | 金沢シーサイドライン | 上り | 新杉田方面           |            |

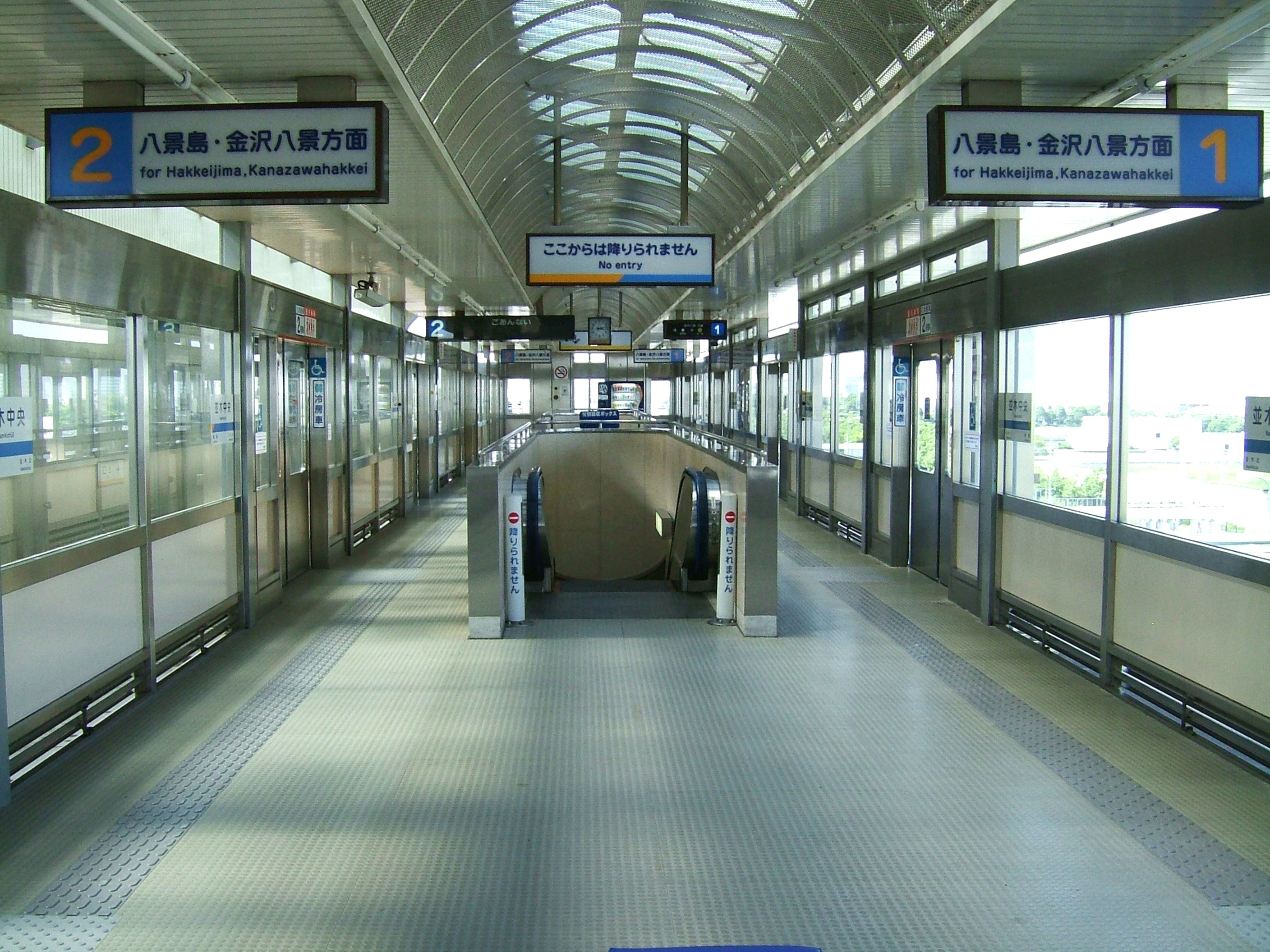
1・2番線ホーム
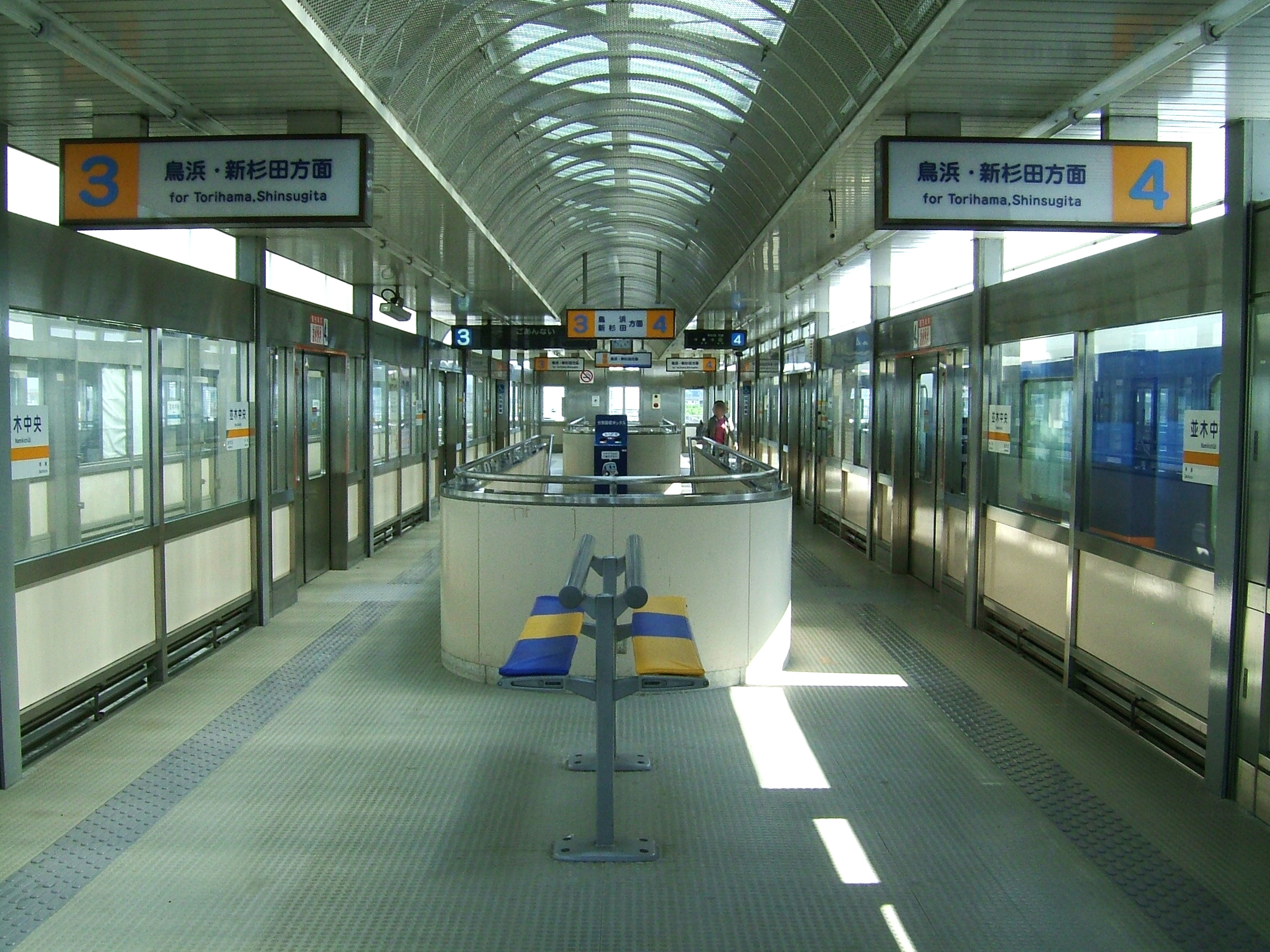
3・4番線ホーム

## 利用状況
2022年度の1日平均乗降人数は5,043人（乗車：2,477人／降車：2,566人）である。
近年の1日平均乗降・乗車人員推移は下記の通り。
| 年度               | 1日平均 乗降人員 | 1日平均 乗車人員 | 出典     |
| ------------------ | ---------------- | ---------------- | -------- |
| 1992年（平成04年） |                  | 2,406            |          |
| 1993年（平成05年） |                  | 2,466            |          |
| 1994年（平成06年） |                  | 2,492            |          |
| 1995年（平成07年） |                  | 2,524            | [ * 1 ]  |
| 1996年（平成08年） |                  | 2,596            |          |
| 1997年（平成09年） |                  | 2,520            |          |
| 1998年（平成10年） |                  | 2,622            | [ * 2 ]  |
| 1999年（平成11年） |                  | 2,383            | [ * 3 ]  |
| 2000年（平成12年） |                  | 2,332            | [ * 3 ]  |
| 2001年（平成13年） |                  | 2,333            | [ * 4 ]  |
| 2002年（平成14年） |                  | 2,332            | [ * 5 ]  |
| 2003年（平成15年） |                  | 2,307            | [ * 6 ]  |
| 2004年（平成16年） |                  | 2,321            | [ * 7 ]  |
| 2005年（平成17年） |                  | 2,358            | [ * 8 ]  |
| 2006年（平成18年） |                  | 2,460            | [ * 9 ]  |
| 2007年（平成19年） |                  | 2,406            | [ * 10 ] |
| 2008年（平成20年） |                  | 2,338            | [ * 11 ] |
| 2009年（平成21年） | 4,378            | 2,309            | [ * 12 ] |
| 2010年（平成22年） | 4,785            | 2,352            | [ * 13 ] |
| 2011年（平成23年） | 4,736            | 2,322            | [ * 14 ] |
| 2012年（平成24年） | 4,776            | 2,348            | [ * 15 ] |
| 2013年（平成25年） | 4,973            | 2,435            | [ * 16 ] |
| 2014年（平成26年） | 4,966            | 2,432            | [ * 17 ] |
| 2015年（平成27年） | 5,066            | 2,474            |          |
| 2016年（平成28年） | 5,075            | 2,478            |          |
| 2017年（平成29年） | 5,141            | 2,518            |          |
| 2018年（平成30年） | 5,289            | 2,597            |          |
| 2019年（令和元年） | 5,364            | 2,629            |          |
| 2020年（令和02年） | 4,458            | 2,180            |          |
| 2021年（令和03年） | 4,807            | 2,352            |          |
| 2022年（令和04年） | 5,043            | 2,477            |          |

## 駅周辺
- 横浜シーサイドライン本社・車両基地
- 神奈川県立金沢総合高等学校
- 横浜市立並木中央小学校
- 金沢シーサイドタウン
- 横浜金沢シーサイドタウン郵便局
- 金沢スポーツセンター
- リネツ金沢[6]
- イオン金沢シーサイド店（ビアレ横浜） ※ 2011年2月28日までジャスコ
- コストコホールセール
- 横浜南税務署
- 首都高速湾岸線
- 国道357号

## バス路線
並木団地内の「並木中央」が最寄りバス停。横浜市営バスによる運行。発着する路線の詳細は横浜市営バス磯子営業所を参照。
- <321> 三井アウトレットパーク横浜行
- <321> 木材港入口行

## 隣の駅
横浜シーサイドライン
 金沢シーサイドライン
並木北駅 (4) - 並木中央駅 (5) - 幸浦駅 (6)